# Matías Jadue
Matías Jadue González (en árabe: ماتياس حذوة‎, Matias Ħadwe) (Santiago, Chile, 16 de mayo de 1992) es un ex-futbolista chileno de ascendencia palestina. Jugaba como delantero y actualmente se encuentra Magallanes como Gerente Deportivo. Fue internacional con la Selección de Palestina.

## Trayectoria

### Inicios
Cursó sus estudios en el Colegio Internacional SEK Chile, para después dedicarse al fútbol profesional. Formado en la cantera del club Universidad Católica, llegó a los 12 años de edad a la escuela filial de fútbol de la UC, en el Campus San Joaquín, en donde ya destacaba por su capacidad física que ponía al servicio de una condiciones innatas para ser delantero centro.

### Universidad Católica

#### 2010
Debuta en el primer equipo en el año 2010, con tan solo 18 años, ante la Universidad de Concepción. El partido terminaría con victoria 1-0 en un apretado encuentro que se definió en los últimos minutos favorablemente para los cruzados.
En aquella Temporada 2010, después del debut en primera, alternó entre el primer equipo y la sub-18. Convirtió 25 goles en el Campeonato de Fútbol Joven Sub-18 de 2010, quedando 4.º en la tabla de goleadores.

#### 2011
Después, en el año 2011, es citado a pocos partidos en los Torneos de Apertura y Clausura; sin embargo, tuvo una buena participación en la Copa Chile 2011, en la cual Universidad Católica sería campeón.

### Deportes La Serena

#### 2012
Tras tener buenas actuaciones en la Copa Chile 2011, Católica -conscientes en que Jadue puede explotar mucho más su potencial pero no estaba considerado para el año 2012- lo envía a préstamo por un año a Deportes La Serena. Juega muchos partidos ingresando desde la banca, pero sin ninguna aparición clave en el Torneo de Apertura.
Esto cambiaría en el segundo semestre, marcando su primer gol con el elenco de La Serena el 8 de septiembre de 2012, por la Copa Chile 2012/13 contra Cobresal, conquistando el tercer gol de la victoria de La Serena por 3-2. Luego, el 3 de octubre de 2012 nuevamente por la Copa Chile 2012/13 marca el segundo gol en el empate 2-2 en el clásico contra Coquimbo Unido. Anota una buena cantidad de goles por los serenenses en el Clausura, ganándose la titularidad en el cuadro papayero.

### Universidad Católica

#### Temporada 2013
Tras finalizar su préstamo en Deportes La Serena, vuelve al club cruzado para el 2013, en el cual pelea el puesto con los delanteros Álvaro Ramos, Nicolás Castillo y los recién llegados Carlos Bueno e Ismael Sosa. Dadas estas circunstancias, no ve muchos minutos en el primer semestre de este año.

#### Temporada 2013/14
El segundo semestre -inicio de temporada 2013/14- es el del estrellato de Jadue con la UC, ya que el DT uruguayo Martín Lasarte comienza a darle más oportunidades, a las que el delantero de 1,88 cm responde con creces, anotando cuatro goles en las primeras seis semanas en lo que va de temporada.
Marca el gol del triunfo ante Unión Española por Copa Chile 2013/14 con un potente y ajustado cabezazo en el primer partido de la temporada. Por el Campeonato Nacional, ingresa en los últimos minutos ante Audax Italiano y anota el gol del empate a los 88' por el Apertura 2013/14; tres días después, vuelve a ingresar en los minutos finales y convierte en los descuentos el 4-0 de la UC sobre Emelec por Copa Sudamericana 2013; también, tras entrar en el minuto 69, anota a los 73' el 3-2 de Católica ante Emelec por la revancha de la segunda fase de la Copa Sudamericana.

### Temporada 2014-2015
En julio de 2014 es enviado a préstamo a jugar por el Club Deportes Antofagasta y ser una alternativa para el director Técnico Jaime Vera y así sumar minutos de juego. El martes 4 de noviembre es nominado a la selección de fútbol de Palestina al cual Jadue accede jugar.

## Selección nacional
Jadue jugó el Sudamericano Sub-15 de 2007, donde representó a Chile sub-15. Además quedó cuarto lugar en el torneo, y anotó un gol frente a Argentina. Después de eso, no fue convocado a la selección chilena.
Ya que sus abuelos paternos son palestinos, tiene doble nacionalidad chilena y palestina. Debutó en la Selección de fútbol de Palestina el 11 de junio de 2015. Ingresó a la cancha a los 70 minutos del partido frente a Arabia Saudita, correspondiente a la segunda ronda de las clasificatorias asiáticas para Rusia 2018, logrando el empate parcial del juego al minuto 90', que finalizaría con derrota 3-2 de su equipo, jugando de visita.

### Participaciones en fases finales
| Torneo                      | Categoría | Sede   | Resultado    | Partidos | Goles |
| --------------------------- | --------- | ------ | ------------ | -------- | ----- |
| Sudamericano Sub-15 de 2007 | Sub-15    | Brasil | Cuarto lugar | 7        | 1     |

### Participaciones en eliminatorias
| Eliminatorias                               | País  | Resultado    | Posición | Partidos | Goles |
| ------------------------------------------- | ----- | ------------ | -------- | -------- | ----- |
| Eliminatorias Rusia 2018 Copa Asiática 2019 | Rusia | Eliminado    | --       | 2        | 1     |
| Eliminatorias Rusia 2018 Copa Asiática 2019 | EAU   | Disputándose | --       | 2        | 1     |

## Estadísticas
- Actualizado al último partido disputado.

| Universidad Católica · Chile | 1.ª           | 2010          | 1  | 0  | 1  | 0  | - | - | 2   | 0  | 0.00 |
| Universidad Católica · Chile | 1.ª           | 2012          | -  | -  | 1  | 0  | - | - | 1   | 0  | 0.00 |
| Universidad Católica · Chile | 1.ª           | 2013-14       | 12 | 2  | 5  | 1  | 3 | 2 | 20  | 5  | 0.25 |
| Universidad Católica · Chile | 1.ª           | 2014-15       | -  | -  | 4  | 2  | - | - | 4   | 2  | 0.50 |
| Universidad Católica · Chile | Total club    | Total club    | 13 | 2  | 11 | 3  | 3 | 2 | 27  | 7  | 0.26 |
| Deportes La Serena · Chile | 1.ª           | 2012          | 14 | 2  | 3  | 2  | - | - | 17  | 4  | 0.24 |
| Deportes La Serena · Chile | Total club    | Total club    | 14 | 2  | 3  | 2  | 0 | 0 | 17  | 4  | 0.24 |
| Deportes Antofagasta · Chile | 1.ª           | 2014-15       | 17 | 1  | 2  | 1  | - | - | 19  | 2  | 0.11 |
| Deportes Antofagasta · Chile | Total club    | Total club    | 17 | 1  | 2  | 1  | 0 | 0 | 19  | 2  | 0.11 |
| Deportes Santa Cruz · Chile | 3.ª           | 2015-16       | 14 | 6  | -  | -  | - | - | 14  | 6  | 0.43 |
| Deportes Santa Cruz · Chile | Total club    | Total club    | 14 | 6  | 0  | 0  | 0 | 0 | 14  | 6  | 0.43 |
| PKNS F.C. Malasia | 2.ª           | 2016          | -  | -  | 7  | 4  | - | - | 7   | 4  | 0.57 |
| PKNS F.C. Malasia | 1.ª           | 2017          | 11 | 4  | 1  | 0  | - | - | 12  | 4  | 0.33 |
| PKNS F.C. Malasia | Total club    | Total club    | 11 | 4  | 8  | 4  | 0 | 0 | 19  | 8  | 0.42 |
| Ho Chi Minh City FC Vietnam | 1.ª           | 2018          | 6  | 9  | -  | -  | - | - | 6   | 9  | 1.50 |
| Ho Chi Minh City FC Vietnam | 1.ª           | 2019          | 8  | 1  | -  | -  | 1 | 0 | 9   | 1  | 0.11 |
| Ho Chi Minh City FC Vietnam | Total club    | Total club    | 14 | 10 | 0  | 0  | 1 | 0 | 15  | 10 | 0.67 |
| Rangers · Chile | 2.ª           | 2020          | 2  | 0  | -  | -  | - | - | 2   | 0  | 0.00 |
| Rangers · Chile | Total club    | Total club    | 2  | 0  | 0  | 0  | 0 | 0 | 2   | 0  | 0.00 |
| Total carrera | Total carrera | Total carrera | 85 | 25 | 24 | 10 | 4 | 2 | 113 | 37 | 0.33 |
| (1) Incluye datos de Copa Chile y Copa FA Malasia. (2) Incluye datos de Copa Sudamericana y Liga de Campeones de la AFC. (3) No incluye goles en partidos amistosos. |               |               |    |    |    |    |   |   |     |    |      |

## Palmarés

### Campeonatos nacionales
| Título           | Club                 | País  | Año  |
| ---------------- | -------------------- | ----- | ---- |
| Primera División | Universidad Católica | Chile | 2010 |
| Copa Chile       | Universidad Católica | Chile | 2011 |